# Роллс (Техас)
Роллс (англ. Ralls) — місто (англ. city) в США, в окрузі Кросбі штату Техас. Населення — 1665 осіб (2020).

## Географія
Роллс розташований за координатами 33°40′44″ пн. ш. 101°23′5″ зх. д. / 33.67889° пн. ш. 101.38472° зх. д. (33.678774, -101.384591).  За даними Бюро перепису населення США в 2010 році місто мало площу 3,49 км², уся площа — суходіл.

## Демографія
Згідно з переписом 2010 року, у місті мешкали 1944 особи в 685 домогосподарствах у складі 487 родин. Густота населення становила 556 осіб/км².  Було 812 помешкання (232/км²).
Расовий склад населення:
| - 75,9 % — білих - 1,7 % — чорних або афроамериканців - 0,9 % — корінних американців - 0,2 % — азіатів - 0,1 % — вихідців з тихоокеанських островів - 18,9 % — осіб інших рас |

До двох чи більше рас належало 2,4 %. Частка іспаномовних становила 58,0 % від усіх жителів.
За віковим діапазоном населення розподілялося таким чином: 31,0 % — особи молодші 18 років, 52,9 % — особи у віці 18—64 років, 16,1 % — особи у віці 65 років та старші. Медіана віку мешканця становила 33,7 року. На 100 осіб жіночої статі у місті припадало 90,4 чоловіків;  на 100 жінок у віці від 18 років та старших — 87,8 чоловіків також старших 18 років.
Середній дохід на одне домашнє господарство  становив 44 763 долари США (медіана — 37 574), а середній дохід на одну сім'ю — 49 543 долари (медіана — 40 372). За межею бідності перебувало 21,2 % осіб, у тому числі 30,1 % дітей у віці до 18 років та 8,7 % осіб у віці 65 років та старших.
Цивільне працевлаштоване населення становило 746 осіб. Основні галузі зайнятості: освіта, охорона здоров'я та соціальна допомога — 34,2 %, сільське господарство, лісництво, риболовля — 15,8 %, роздрібна торгівля — 11,8 %, будівництво — 9,0 %.